# Myelois fuscicostella
Myelois fuscicostella is een vlinder uit de familie snuitmotten (Pyralidae). De wetenschappelijke naam is voor het eerst geldig gepubliceerd in 1861 door Mann.
De soort komt voor in Europa.